# 레기오날엑스프레스

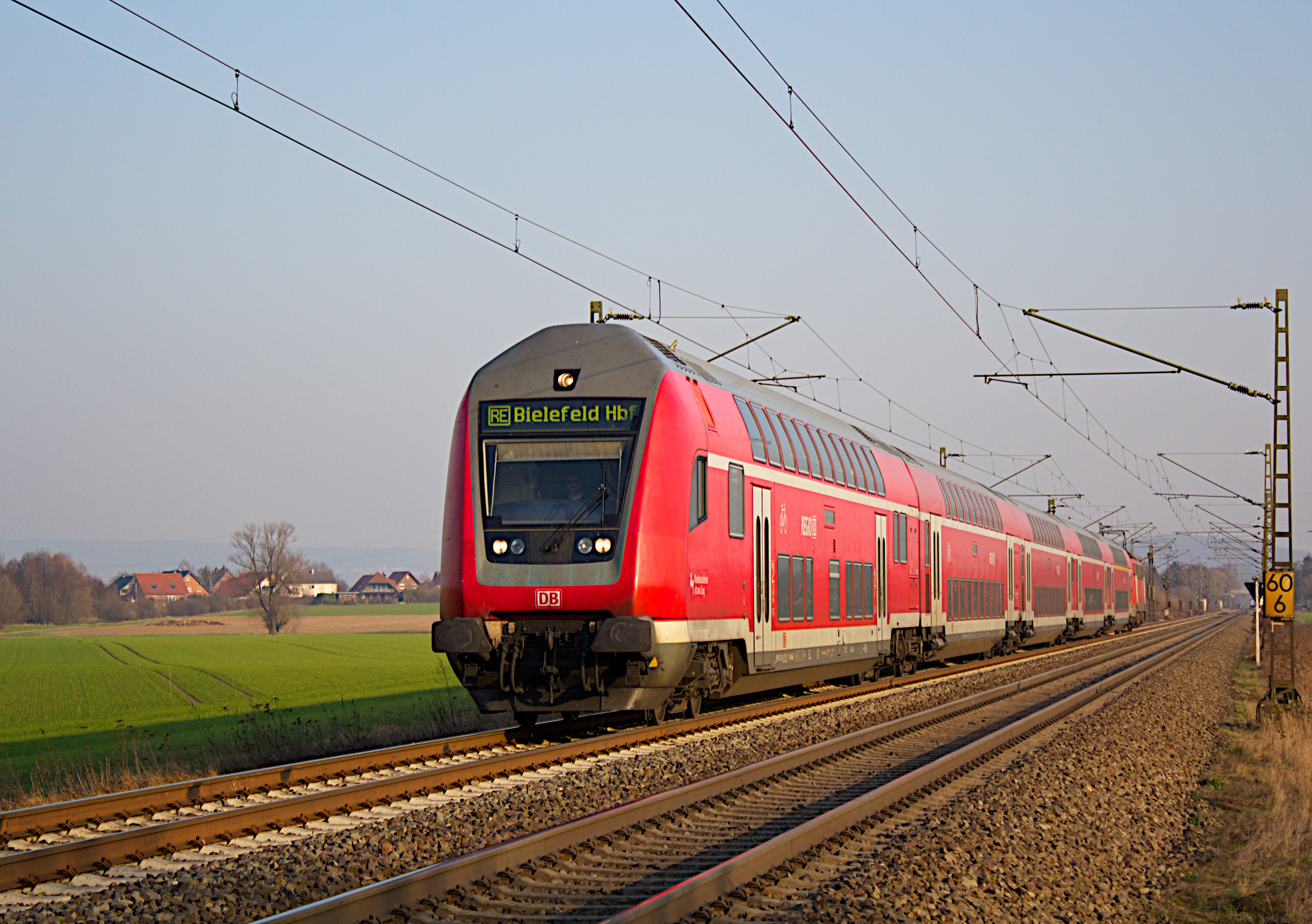
민덴 근처 도이치반 독일 레기오날-익스프레스 차량

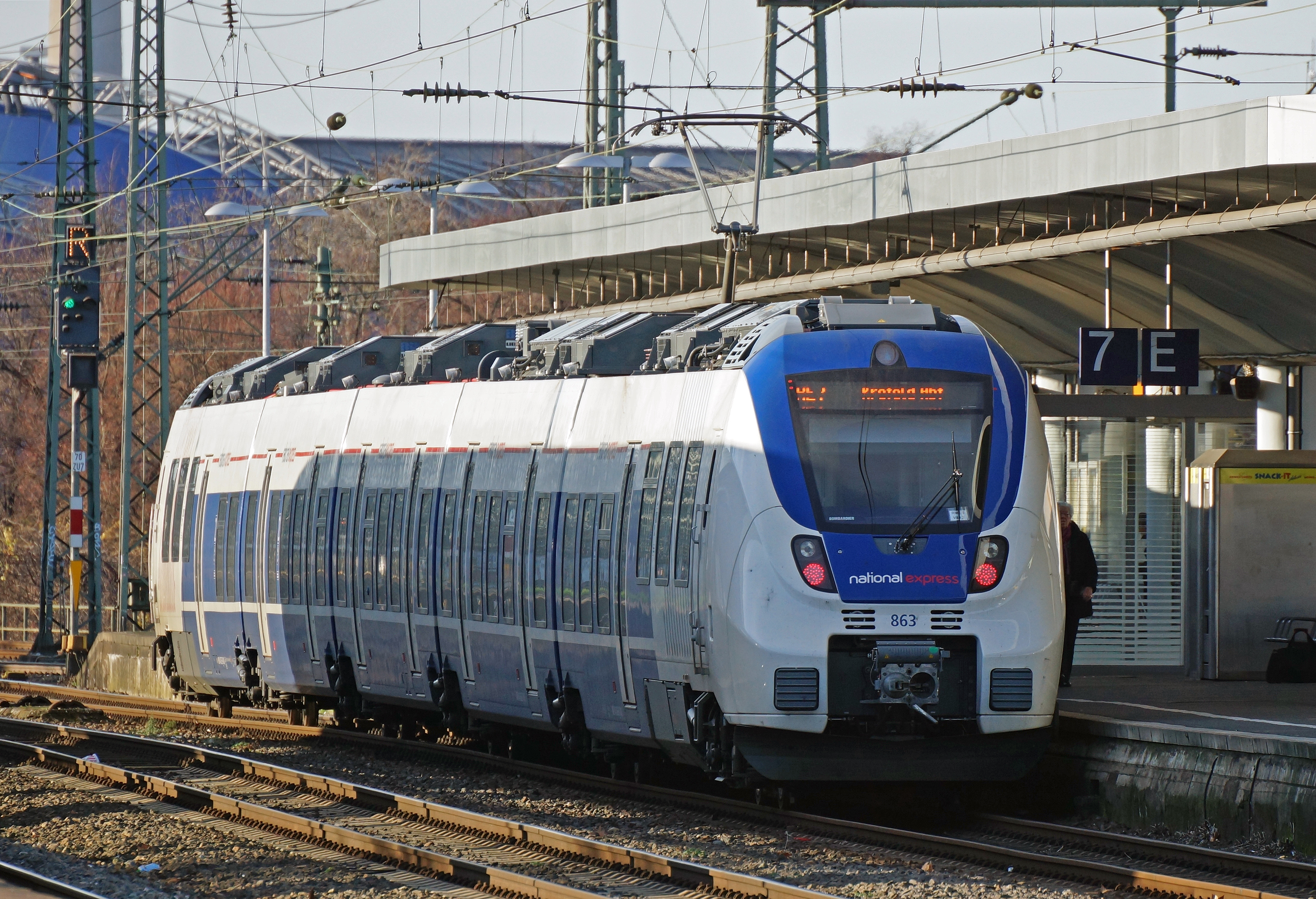
쾰른의 네셔널 익스프레스에 의해 운영되는 독일 레기오날-익스프레스

독일, 룩셈부르크 및 오스트리아에서 레기오날-익스프레스(Regional-Express, RE 또는 오스트리아: REX)은 지역 열차의 한 유형이다. 평균 속도가 약 70-90km/h(최고 속도는 종종 160km/h)인 준고속 열차와 비슷하다. 레기오날반이나 S-반 열차보다 적은 역을 정차하지만, 인터시티 서비스 보다 더 자주 정차한다.

## 운영
최초의 레기오날-익스프레스 서비스는 도이치반 레기오에 의해 운영되었지만, 1990년대 독일 철도 시장(Bahnreform)의 자유화 이후 많은 운영자가 연방 주로부터 노선에 대한 프랜차이즈 권리를 받았다. 일부 민간 운영자는 현재 지역 특급 서비스와 유사한 열차를 운영하지만, 브랜드 인지도를 위해 자체 이름을 사용하기로 결정했다.
레기오날-익스프레스 서비스는 DMU (클래스 612), EMU (클래스 425 또는 426) 또는 가장 일반적으로 이중 데크 차량이 있는 전기나 디젤 기관차와 같은 다양한 차량으로 수행되며, 후자는 종종 새로운 클래스로 수행된다. 146 엔진. 많은 RE 서비스는 주마다 다양한 행 번호와 때로는 이름까지 포함하여 시간 간격으로 실행된다.
2006년 후반부터 뉘른베르크-뮌헨 고속철도에서 운영되는 뮌헨과 뉘른베르크 간의 지역 특급 서비스는 최고 속도 200km/h에 도달한다. 이 서비스는 도색된 인터시티 차량과 클래스 101 기관차 또는 클래스 102 및 2층 차량으로 운영된다.
스웨덴에서는 여러 지역 열차가 180km/h 또는 200km/h에 도달한다. 일반적으로 지역 열차라고 부르거나 해당 지역의 교통 기관 이름을 따서 명명된다. 가장 일반적인 기차 유형은 외레준트스톡(Øresundståg) 및 레기나(Regina)이다.